# Rio (Netsky)
Rio is een nummer van de Belgische dj Netsky, in samenwerking met de Britse dj Digital Farm Animals. Het is de eerste single van Netsky's derde studioalbum 3.
"Rio" was het campagnelied van de Belgische atleten die in 2016 richting de Olympische Spelen van Rio trokken. Het nummer haalde de 4e positie in de Vlaamse Ultratop 50. In Nederland haalde het nummer de 1e positie in de Tipparade.
Er bestaat ook een remixversie van "Rio" met de Amerikaanse rapper Macklemore.